# Доброхув
Доброхув (пол. Dobrochów, нім. Zessendorf) — село в Польщі, у гміні Пшевуз Жарського повіту Любуського воєводства.
Населення — 149 осіб (2011).
У 1975-1998 роках село належало до Зеленогурського воєводства.

## Демографія
Демографічна структура станом на 31 березня 2011 року:
|          | Загалом | Допрацездатний вік | Працездатний вік | Постпрацездатний вік |
| -------- | ------- | ------------------ | ---------------- | -------------------- |
| Чоловіки | 70      | 16                 | 43               | 11                   |
| Жінки    | 79      | 21                 | 43               | 15                   |
| Разом    | 149     | 37                 | 86               | 26                   |